# Micke Leijnegard
Lars-Michael "Micke" Leijnegard, född 11 augusti 1964 i Sävsjö församling, Jönköpings län, är en svensk journalist, programledare och konferencier. Leijnegard har varit programledare för SVT:s Gomorron Sverige.

## Biografi
Leijnegard har varit bosatt i Bollnäs, Skellefteå, Göteborg, Alfta, Umeå och Stockholm. Han studerade vid Strömbäcks folkhögskola i Umeå. Han började sin karriär på P4 Västerbotten och TV Botnia och fortsatte sedan till TV-sporten på Sveriges Television.
Leijnegard har varit programledare för bland annat Reflex, Melodifestivalen 2005, Sportnytt (där han även var reporter), Sportsverige, OS-studion 2002, Lilla Sportspegeln, galan Världens barn (Tillsammans för världens barn) 2005, 2006 och 2019, Existens-teve, Söndagmorgon, Mästarnas Mästare samt Genikampen 2014 och 2015.
I valet 2006 bevakade han vänsterpartiets valvaka. Han har kritiserat kulturminister Lena Adelsohn Liljeroth för hennes uttalande om att kommersiell TV borde ta över sändningarna av OS och fotbolls-VM från Sveriges Television. I Svenska Dagbladet har han skrivit en debattartikel där han ville "avliva myten om sosse-tv".
År 2013 gav han ut intervjuboken 68:orna – Var blev ni av, ljuva drömmar, där han intervjuat ett antal kända svenskar inom 68-vänstern.
Hösten 2017 var han programledare för SVT-programmet Duellen tillsammans med Carolina Klüft.
År 2019 ledde han SVT-programmet Tjuv och polis.
År 2021 gav han ut boken Roten till allt ont. Den beskrivs som en spänningsroman med Robin Hood- och Karl-Bertil Jonsson-tema, där miljardärers och riskkapitalisters bankkonton töms på pengar samtidigt som nedlagda fabriker i Norrlands döende samhällen återstartas.